# Kuacha zambiano
El kuacha zambiano es, actualmente, la unidad monetaria de Zambia. Se encuentra subdividida en 100 ngwees. El código ISO 4217 es ZMW. Su nombre deriva de la palabra "amanecer" en los idiomas nyanja y bemba, aludiendo al eslogan zambiense "Un nuevo amanecer para la libertad". El nombre ngwee se traduce como "brillo" en el idioma nyanja.
En 1968, el kuacha reemplazó a la libra a una tasa de cambio de 2 kuachas por libra (10 chelines = 1 kuacha). Actualmente la tasa de cambio se ha alterado a causa de la inflación. En 1968, 1 kuacha equivalía a 1,20 dólares estadounidenses, pero en 2008 se posicionó en 4,651 kuachas por dólar. Debido a esta inflación, se emitieron billetes por valor de hasta 50.000 kuachas durante la primera década del siglo XXI, y en agosto de 2012 se realizó una reforma monetaria que entraría en vigor a partir del 1 de enero de 2013. Este reforma monetaria consiste en restar 3 ceros al antiguo kuacha, de forma que 1000 unidades de la antigua moneda fueran equivalentes a 1 kuacha, y este a su vez, a 100 nuevos ngwees.

## Monedas
| Monedas vigentes desde el 1 de enero de 2013 | Monedas vigentes desde el 1 de enero de 2013 | Monedas vigentes desde el 1 de enero de 2013 | Monedas vigentes desde el 1 de enero de 2013 | Monedas vigentes desde el 1 de enero de 2013 | Monedas vigentes desde el 1 de enero de 2013 | Monedas vigentes desde el 1 de enero de 2013 | Monedas vigentes desde el 1 de enero de 2013 | Monedas vigentes desde el 1 de enero de 2013 |
| Valor                                        | Parámetros técnicos                          | Parámetros técnicos                          | Parámetros técnicos                          | Parámetros técnicos                          | Descripción                                  | Descripción                                  | Descripción                                  | Fecha                                        |
| Valor                                        | Diámetro                                     | Espesor                                      | Composición                                  | Canto                                        | Anverso                                      | Reverso                                      | Vigente desde                                | Fecha                                        |
| -------------------------------------------- | -------------------------------------------- | -------------------------------------------- | -------------------------------------------- | -------------------------------------------- | -------------------------------------------- | -------------------------------------------- | -------------------------------------------- | -------------------------------------------- |
| 5 ngwees                                     | 19 mm                                        | 1.55 mm                                      | Acero bañado en níquel                       | Liso                                         | Escudo de Zambia                             | Vidua codringtoni                            | 2012                                         | 1 de enero de 2013                           |
| 10 ngwees                                    | 20 mm                                        | 1.57 mm                                      | Acero bañado en latón                        | Liso                                         | Escudo de Zambia                             | Eland                                        | 2012                                         | 1 de enero de 2013                           |
| 50 ngwees                                    | 21 mm                                        | 1.60 mm                                      | Acero bañado en latón                        | Estriado                                     | Escudo de Zambia                             | Elefante                                     | 2012                                         | 1 de enero de 2013                           |
| 1 kuacha                                     | 24 mm                                        | 1.73 mm                                      | Acero bañado en níquel                       | Estriado                                     | Escudo de Zambia                             | Lybius chaplini                              | 2012                                         | 1 de enero de 2013                           |

## Billetes
Los billetes que circularon hasta 2012 poseían valores de 20, 50, 100, 500, 1000, 5000, 10000, 20000 y 50000 kuachas.
Tras la reforma, los nuevos billetes eran de 2, 5, 10, 20, 50 y 100 kuachas.
Tipo de Cambio:
US$1,00 = 5,19 ZMW (1 de julio de 2013)
| Denominación | Código del catálogo | Anverso | Reverso | Flora           | Tema del Reverso                         | Fauna Africana |
| ------------ | ------------------- | ------- | ------- | --------------- | ---------------------------------------- | -------------- |
| 2 kuachas    | P-49                |         |         | Tectona grandis | Mujer en la plaza del mercado            | Antílope ruano |
| 5 kuachas    | P-50                |         |         | Mopane          | Cassava, planta y tubérculo              | León           |
| 10 kuachas   | P-51                |         |         | Sugar plum      | Granjeros cosechando trigo               | Puercoespín    |
| 20 kuachas   | P-52                |         |         | Mukwa           | Mineros trabajando en una mina de cobre  | Antílope       |
| 50 kuachas   | P-53                |         |         | Sycamore        | Sede central del Banco de Zambia, Lusaka | Leopardo       |
| 100 kuachas  | P-54                |         |         | Baobab          | Edificio de la asamblea nacional, Lusaka | Búfalo cafre   |